# Phyllophaga mexicana
Phyllophaga mexicana är en skalbaggsart som beskrevs av Blanchard 1851. Phyllophaga mexicana ingår i släktet Phyllophaga och familjen Melolonthidae. Inga underarter finns listade i Catalogue of Life.